# Meljan
Meljan falu Horvátországban Varasd megyében. Közigazgatásilag Bednjához tartozik.

## Fekvése
Varasdtól 29 km-re nyugatra, községközpontjától 5 km-re északra a Ravna gora délnyugati lábánál fekszik.

## Története
A falunak 1857-ben 264, 1910-ben 486 lakosa volt. A trianoni békeszerződésig Varasd vármegye Ivaneci járáshoz tartozott. 2001-ben a falunak 69 háztartása és 208 lakosa volt.

## Nevezetességei
- A Ravna gorán álló Szentlélek-kápolna maradványai.
- A fau felett emelkedő Ravna gorán áll Háromkirályok-kápolna,[2] melyet gróf Draskovich II. János építtetett 1619-ben. A kápolna a 18. század elején egy tűzvészben leégett, de a század második felében és a 19. században megújították. Ekkor kapta orgonáját is. Belsejében három oltár és szószék található. Búcsúnapjait a Háromkirályok és a Szentlélek eljövetelének ünnepnapjain tartják, mivel a hegyen egykor egy Szentlélek-kápolna is állt.